# Galthålet

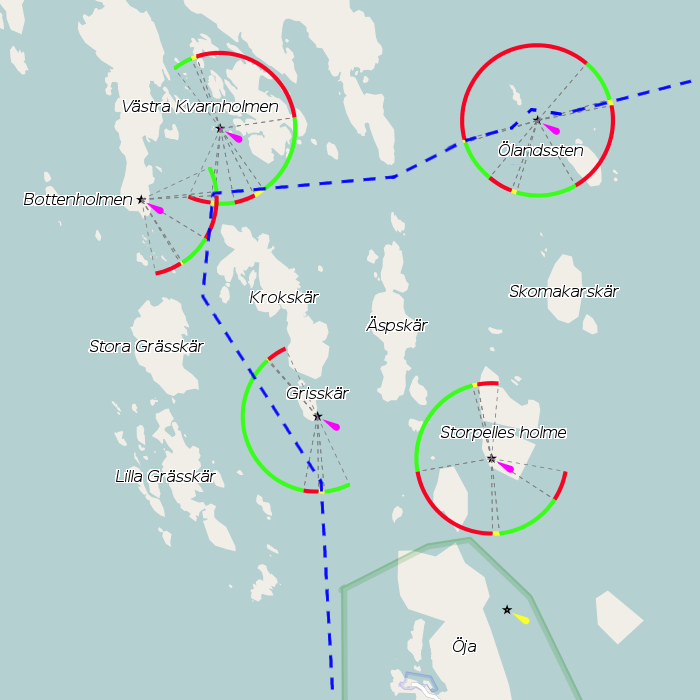
Farleden genom Galthålet.

Galthålet är en inomskärs passage mellan Öja i söder och Torö i norr. Den S-formade farleden är smal och krokig och inte lämplig för större fartyg, men för fritidsbåtar erbjuder den ett skyddat alternativ till öppna havet utanför Landsort. Från Galthålet går också en farled in till Ankarudden på Torö.
Farleden Herrhamraleden går genom Galthålet och att förbinder Norvikshamnen med Södertäljeleden.

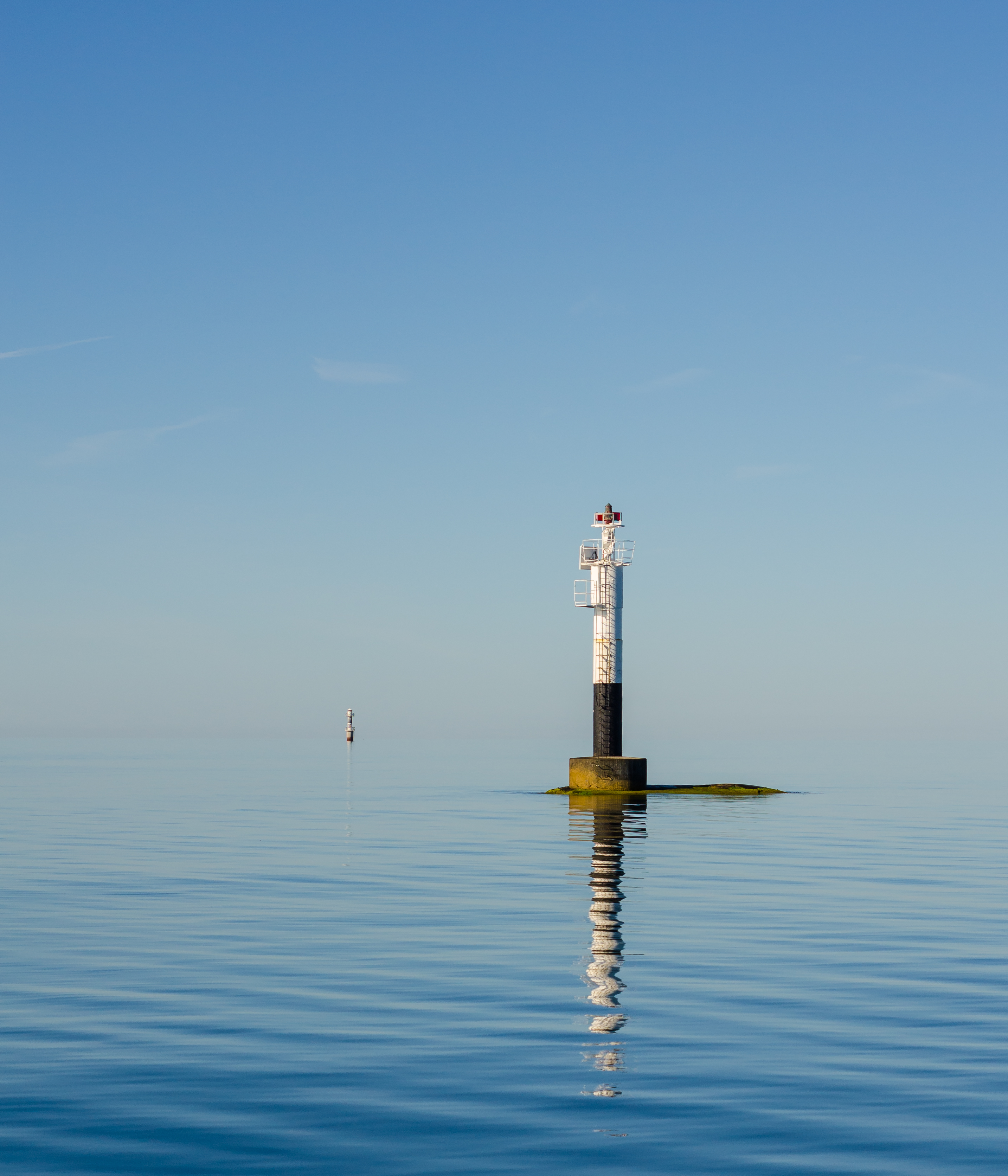
Fyrarna Grisblänkan (närmast) och Tiljandersknalt (borterst) markerar det södra inloppet till Galthålet.